# Аарау (футбольний клуб)
Аарау — футбольний клуб з швейцарського міста Аарау.

## Історія
ФК «Арау» був створений 26 травня 1902 робітниками місцевого пивоварного заводу. Перший чемпіонський титул здобув в сезоні 1911/12, а в 1913/14 клуб виграв чемпіонат Швейцарії вдруге. Клуб провів 25 років (1907-1933) у топ-дивізіоні. У сезоні 1980/81 клуб повернувся до Суперліги. В сезоні 1992/93 вони втретє виграли Швейцарську національну лігц А, під керівництвом австрійського тренера - Рольфа Фрінгера.
Клуб також двічі вигравав Кубок Швейцарії в 1930, 1989 році. У 1985 Арау здобув перемогу в Кубку швейцарської ліги, під кермом Оттмара Гітцфельда.
7 січня 2003, клуб був на межі фінансового краху, в загальній сукупності 4500 акцій були випущені на загальну суму 1'510'000 швейцарських франків. Нова холдингова компанія, ФК Арау Ltd, була створена для управління клубом. ФК Арау ТОВ несуть відповідальність за впровадження, організацію та управління професійних футбольних ігор та команд юніорів. З 2006 року старий клуб ФК «Арау 1902» відповідає тільки за розвиток дитячих та жіночих команд.
Нинішній президент ФК Аарау Ltd — місцевий підприємець Альфред Шмід, який очолює клуб з 13 червня 2007 року. ФК «Арау 1902» очолює Петр Віллігер.
Колишній тренер Урс Шьоненбергер пішов у відставку в 2006 році і клуб очолив його помічник Руді Заухнер. Руді народився в Арау і як гравець провів дев'ять років у клубі. Під час зимової перерви в сезоні 2006/07, Руді був замінений тренером ФК Баден Ришардом Коморніцкі. Наступним головним тренером став Гільберт Гресс, клуб уникнув пониження у класі, а тренер вирішив не продовжувати свій контракт тож команду очолив поляк Ришард Коморніцкі. У червні 2009 року новий тренер Джефф Себен, який був звільнений 12 жовтня через погані результати - лише 5 очок у 12 іграх.

## Стадіон
Арау проводить свої домашні матчі на стадіоні «Брюггліфельд», який вміщує 9 249 глядачів.
Стадіон був відкритий 12 жовтня 1924 року товариським матчем проти ФК «Цюрих». Реконструйований в 1982 та 1990-х роках.
У 2008 році був проведений референдум про будівництво нової арени на 12500 місць, ця пропозиція не була підтримана громадою. 

## Досягнення
- Чемпіонат Швейцарії:
  - Чемпіон (3): 1912, 1914, 1993
- Кубок Швейцарії:
  - Володар (1): 1985
  - Фіналіст (2): 1930, 1989
- Володар кубка Швейцарської ліги (1): 1982

## Фанати
Фанатський рух нечисленний в порівняні з іншими клубами.

## Суперництво
Найбільш принципові матчі у ФК «Аарау» з цюрихськими клубами «Грассгоппер» та «Цюрих».

## «Аарау» в єврокубках
| Дата 1-го матчу | Дата 2-го матчу | Турнір                      | Суперник      | Результат 1-го матчу | Результат 2-го матчу | Загальний рахунок |
| 18.09.1985      | 02.10.1985      | Кубок кубків                | Црвена Звезда | 0:2 (д)              | 2:2 (г)              | 2:4               |
| 07.09.1988      | 05.10.1988      | Кубок УЄФА                  | Локомотив     | 0:3 (д)              | 0:4 (г)              | 0:7               |
| 18.08.1993      | 01.09.1993      | Ліга чемпіонів УЄФА (квал.) | Омонія        | 1:2 (г)              | 2:0 (д)              | 3:2               |
| 15.09.1993      | 29.09.1993      | Ліга чемпіонов              | Мілан         | 0:1 (д)              | 0:0 (A)              | 0:1               |
| 09.08.1994      | 23.08.1994      | Кубок УЄФА (квал.)          | Мура          | 1:0 (д)              | 1:0 (г)              | 2:0               |
| 13.09.1994      | 27.09.1994      | Кубок УЄФА                  | Марітіму      | 0:0 (д)              | 0:1 (г)              | 0:1               |
| 06.08.1996      | 20.08.1996      | Кубок УЄФА (квал.)          | Лантана       | 4:0 (д)              | 0:2 (г)              | 4:2               |
| 10.09.1996      | 24.09.1996      | Кубок УЄФА                  | Брондбю       | 0:5 (г)              | 0:2 (д)              | 0:7               |